# King's Point
King's Point est une ville canadienne située sur l'île de Terre-Neuve dans la province de Terre-Neuve-et-Labrador.

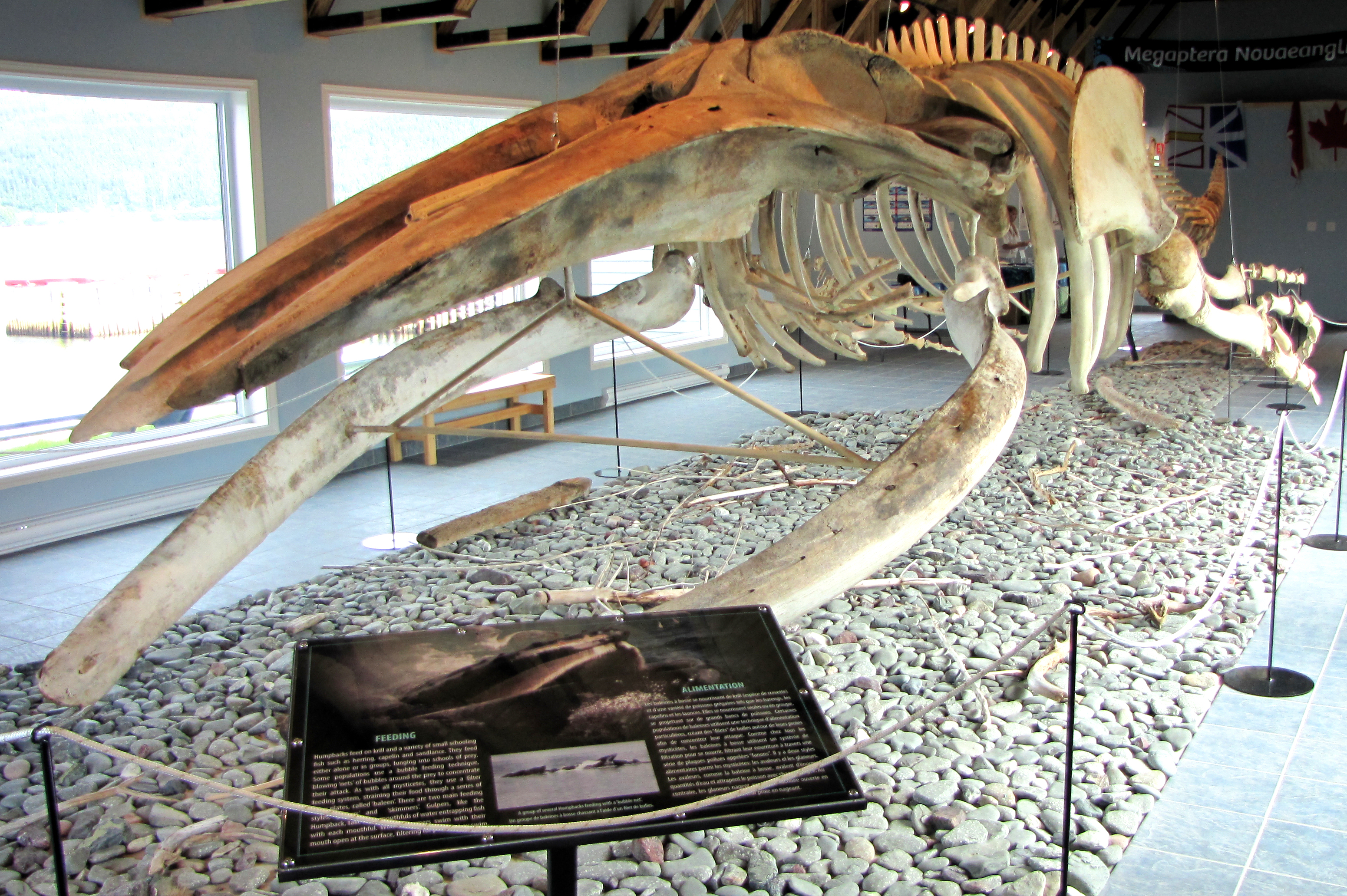
Squelette de Baleine à bosse au musée à King's Point